# Stazione di Roccaraso
La stazione di Roccaraso è una stazione ferroviaria della ferrovia Sulmona-Isernia a servizio dell'omonimo comune.

## Storia
La stazione di Roccaraso venne attivata il 18 settembre 1897.

## Strutture e impianti
La stazione è gestita da Rete Ferroviaria Italiana, che la colloca nella categoria "Bronze". Il fabbricato viaggiatori si sviluppa su due livelli ed è tinteggiato di giallo. Il piano terra ospita i servizi per i viaggiatori quali la sala d'attesa e la biglietteria, mentre il primo piano è abitato da privati. Il fabbricato viaggiatori è affiancato (lato Sulmona) da un magazzino merci.
Il piazzale si compone di tre binari più tre binari tronchi. Nel dettaglio:
- Binario tronco: si trova a lato del piano caricatore del magazzino merci e veniva utilizzato per lo scalo merci. Viene utilizzato occasionalmente come binario di sosta per i treni addetti alla manutenzione della ferrovia;
- Binario 1: è il binario di precedenza (è il binario di tracciato deviato) e viene utilizzato per effettuare gli incroci tra i treni. Superato lo scambio (lato Isernia) che lo fa confluire nel 2º binario, termina in realtà con un tratto di tronchino;
- Binario 2: è il binario di corsa (è il binario di corretto tracciato);
- Binario 3: è il binario di precedenza (ossia quello di tracciato deviato) e viene utilizzato per effettuare gli incroci tra i treni. Superato lo scambio (lato Isernia), che lo fa confluire nel 2º binario, termina in realtà con un tratto di tronchino;
- Binari tronchi 4 e 5: vengono utilizzati occasionalmente come binari di sosta per i treni addetti alla manutenzione della ferrovia.

I binari 1 e 2 sono separati da una banchina mediana, cui si accede attraversando una passerella ferroviaria. Ad una estremità di tale banchina (lato Sulmona) c'è una colonna idraulica, utilizzata in passato per rifornire di acqua i tender delle locomotive a vapore che si fermavano in stazione. Quest'ultima è stata ripristinata nel 2017, assieme ad altre in ulteriori tre scali ferroviari ubicati lungo la linea.

## Movimento
Al 2007, l'impianto risultava frequentato da un traffico giornaliero medio di 35,5 persone. Dall'11 dicembre 2011 i treni che effettuano il servizio ordinario sulla tratta Sulmona-Castel di Sangro risultano sospesi.
Dal 17 maggio 2014 la stazione è servita da treni turistici organizzati da Fondazione FS Italiane e dall'associazione Le Rotaie; i treni vi effettuano servizio tutti i fine settimana.

## Servizi
La stazione dispone dei seguenti servizi:
- Biglietteria a sportello
- Sala d'attesa

## Interscambi
La stazione è connessa con i seguenti interscambi:
- Fermata autobus